# Power trio

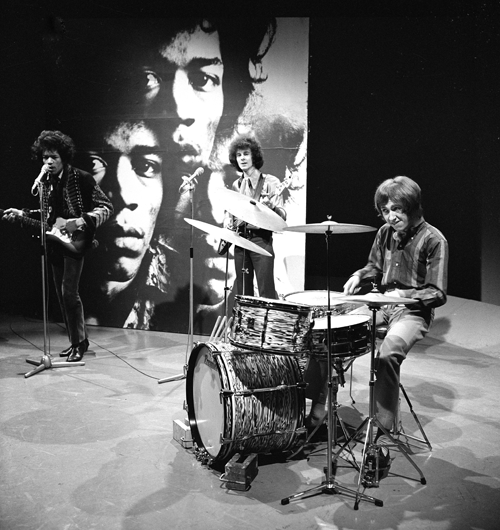
The Jimi Hendrix Experience en 1967.

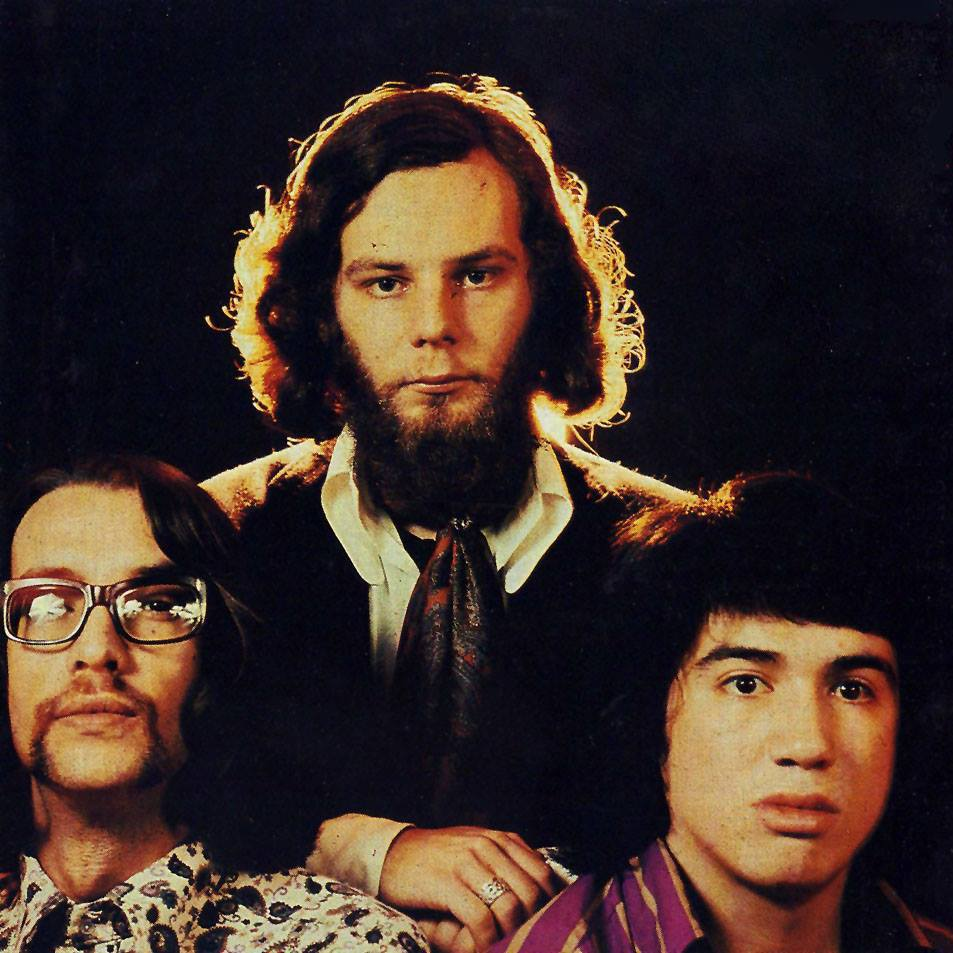
Manal, en 1970, fundadores del rock argentino y primer power trio de blues en castellano.

Se denomina power trio a la formación musical compuesta originalmente por una guitarra eléctrica, un bajo eléctrico y una batería. Por lo general, uno o más integrantes hacen de vocalistas a la vez que tocan un instrumento, aunque en muchos casos la finalidad del power trio es enfatizar el virtuosismo al ejecutar instrumentales, dejando en un segundo plano tanto al vocalista como a sus letras.
Históricamente, los power trios se caracterizaron por el virtuosismo de sus músicos. Surgieron en la década de los 60 con bandas como los británicos Cream, The Jimi Hendrix Experience, los estadounidenses Blue Cheer y ZZ Top, o el trío de blues rock argentino Manal. En la década de los 70, con el nacimiento del rock progresivo, fue muy famoso el power trio Emerson, Lake & Palmer, cuyo sonido estaba orientado hacia el teclado y el sintetizador; en esa década nació también el power trio canadiense Rush y los británicos The Police y Motörhead. 
Esta formación también ha tenido impacto en el mundo del jazz, con tríos muy exitosos entre crítica y público como los liderados por John Scofield, especialmente con Bill Stewart y Steve Swallow, o los de Pat Metheny, que por ejemplo grabó su primer álbum escudado por Jaco Pastorius y Bob Moses. 
En Latinoamérica alcanzaron el éxito varios power trio, como Soda Stereo, Manal, Los Prisioneros, Almafuerte, Aeroblus, Divididos, Carajo, La Renga y Spinetta y los Socios del Desierto. En la década de los 80, cuando los géneros dominantes eran el glam metal y el pop mainstream del tipo "radio friendly" (amigable a la radio), descendió la popularidad del formato power trio. En los 90, con la llegada de nuevos grupos del género, como Primus y Nirvana, dicho formato volvió a cobrar popularidad. En esa misma década les siguieron otros grupos, también con fuertes influencias pop, como Green Day y Blink-182.
En el nuevo milenio, el power trio tradicional sigue vigente y popular con grupos como The Winery Dogs, Muse o los menos convencionales Keane y Placebo.
En México, los power trio más importantes fueron Enigma, Three Souls In My Mind (de donde salió El Tri), y posteriormente Tex Tex e Isis, que siguen tocando en la actualidad. Además del surgimiento en 2013 de las hermanas Villarreal con The Warning. En Argentina cabe destacar al innovador FROM Power trio (hoy FROM Power Project) y otros como Carajo, Parte Planeta, Mar de Java y Eruca Sativa. En Chile, en los años 1980, Los Prisioneros, y bandas posteriores como Ángel Parra Trío.